# Studiocanal
Studiocanal est une société de production et de distribution cinématographique et audiovisuelle française appartenant au groupe Canal+. Née en 2000 de la fusion des filiales et catalogues de films rachetés depuis la création de la chaîne en 1984, Studiocanal est aujourd'hui l'un des acteurs principaux du cinéma et de l'audiovisuel en Europe, ainsi qu'en Australie et en Nouvelle-Zélande.
Avec près de 10 000 titres en son sein, Studiocanal détient aujourd'hui l'un des plus gros catalogues de films et séries au monde.

## Historique

### Origine de la société
L'actuelle société de droit français Studiocanal fut originellement fondée le 5 août 1873 sous la dénomination Nouvelle compagnie marseillaise de navigation à vapeur A. et L. Fraissinet et compagnie. Fondée par Louis et Adolphe Fraissinet, la Compagnie Fraissinet était un armateur marseillais. Au cours des années 1960, la décolonisation et la concurrence aérienne affaiblissent les résultats du groupe et celui-ci finit par vendre ses actifs maritimes aux Chargeurs réunis en 1964.
En juin 1981, Cyril de Rouvre fait une OPA surprise sur la Compagnie Fraissinet en difficulté. Devenue spécialisée dans la maintenance et la revente d'avions d'affaires, Fraissinet-Transair devient la Financière Robur en hommage au héros de Jules Verne, Robur-le-Conquérant. Petit-fils d'Antoine de Rouvre qui s'était lancé dans le cinéma à la fin des années 1920, Cyril de Rouvre rassemble ses actifs cinématographiques au sein de la Financière Robur : la Compagnie française de cinématographie (CFC), le Consortium financier de production de films (CFPF) ou encore Coficiné, spécialisé dans le financement de la production. Rouvre se sépare progressivement de ses activités industrielles puis rachète de multiples catalogues de films (Les Films Gibé, Les Films Corona, Silver Films) et crée en août 1987 une nouvelle filiale, Robur Droits Audiovisuels.

Le Corniaud, coproduit par Les Films Corona, aujourd'hui intégré au catalogue de Studiocanal.

En 1992, la Financière Robur fusionne son catalogue de films avec celui d'UGC en absorbant UGC Droits Audiovisuels, sa filiale fondée en 1985. Le groupe UGC prend le contrôle de la nouvelle société, premier catalogue de films en France avec près de 1500 longs métrages et 500 heures de programmes audiovisuels. UGC Droits Audiovisuels fait à son tour l'acquisition d'United Communication en novembre 1993, détenant principalement les droits francophones du catalogue de la MGM et de United Artists, soit près de 800 films américains et 2000 heures de télévision. La consolidation continue en janvier 1996 avec le rachat du groupe Lumière de Jean Cazès, deuxième catalogue français de droits cinématographiques et audiovisuels à l'époque, ayant lui-même acquis le catalogue britannique Weintraub (anciennement Thorn EMI) en 1991.
Canal+ rachète UGC Droits Audiovisuels en juin 1996, soit plus de 5000 films. Cette alliance avait été encouragée par leur actionnaire commun, la Générale des Eaux, qui détenait 25 % d'UGC Droits Audiovisuels et 20 % de Canal+.
UGC Droits Audiovisuels devient Canal+ Image en juin 1997, future base de la société Studiocanal.

### De Canal+ Productions à Studiocanal
Deux mois avant le lancement de la chaîne, Canal+ crée sa filiale cinéma Canal Plus Productions le 7 septembre 1984. Dès le début de l'année 1984, Canal+ avait commencé à investir dans la production d'œuvres cinématographiques par l'intermédiaire de l'agence Havas, qui conçoit la chaîne. Co-produit par Canal+, le film Souvenirs, Souvenirs d'Ariel Zeitoun sort en salles avant même le lancement de la chaîne.
En décembre 1990, Canal+ Productions devient Le Studio Canal+ sous l'impulsion du directeur du cinéma de la chaîne, René Bonnell, et de son président, André Rousselet. La chaîne souhaite réduite sa dépendance aux majors américaines en se constituant un catalogue qu'elle puisse exploiter sur ses antennes et à l'international. Le Studio Canal+ prend une participation de 5 % dans le studio Carolco Pictures, un des plus gros producteurs indépendants américains du moment (Rambo, Terminator).
Le Studio Canal+ s'allie avec Universal Pictures, Warner Bros. ou Regency Enterprises pour la co-production de longs métrages. Le studio poursuit en parallèle sa consolidation en se rapprochant de plusieurs sociétés de productions aux forts catalogues : Cerito Films de Jean-Paul Belmondo, Chrysalide Films, Les Films Alain Sarde, Téléma ou encore Bac Films.

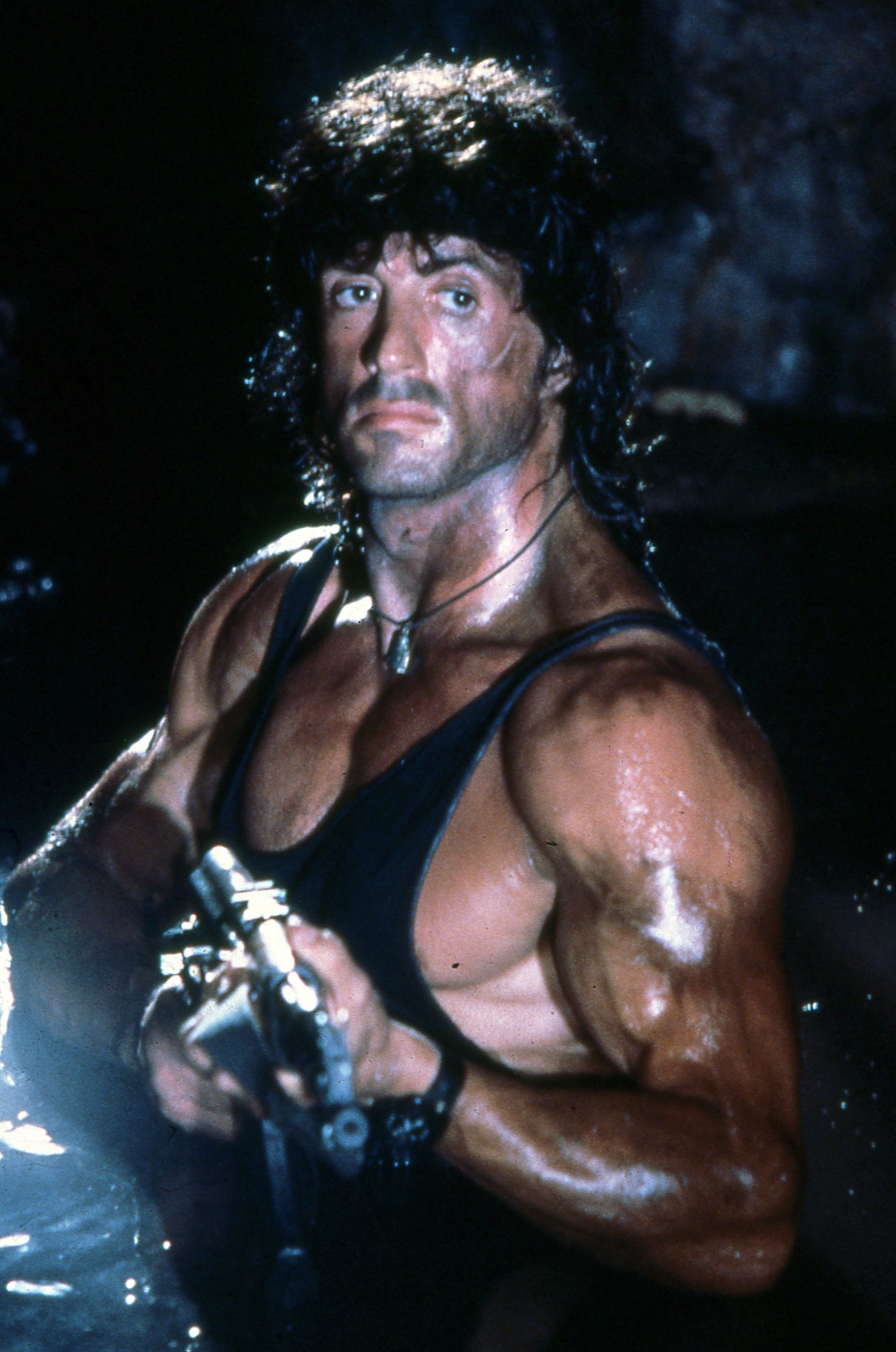
Sylvester Stallone dans Rambo 3, produit par Carolco Pictures, aujourd'hui dans le catalogue de Studiocanal.

De premières difficultés financières apparaissent en 1992 lorsque Carolco, atteint de graves problèmes de trésorerie et de gestion, vient plomber les comptes de Canal+. La filiale cinéma de la chaîne se recentre alors sur la France. Outre-Atlantique, malgré l'aide de la MGM, Carolco finit par déposer le bilan en novembre 1995.
1996 sera l'année du tournant pour Le Studio Canal+. En janvier, le studio parvient à acquérir le catalogue de Carolco (560 films) après un accord avec la 20th Century Fox, acquéreur initial aux enchères. En février, René Bonnell quitte la direction du studio pour des divergences stratégiques. En mai, Le Studio Canal+ prend 49 % dans Les Productions Lazennec, considéré comme le leader de la production française indépendante de films. En juin, Canal+ prend le contrôle d'UGC Droits Audiovisuels, premier catalogue cinématographique et audiovisuel français.
Le studio noue de nouvelles alliances à l'international avec Pathé en Europe (C+P), Warner Bros. (Bel-Air Entertainment) et Universal Pictures (Working Title Films) au Royaume-Uni ou encore Alliance Vivafilm au Canada. Le Studio Canal+ forme également Eskwad à partir de l'ancien département Canal+ Écriture, et prend le contrôle du distributeur allemand Tobis en février 2000. Par sa position de producteur étranger émergent aux États-Unis, Le Studio Canal+ parvient à attirer des cinéastes indépendants : David Lynch pour Mulholland Drive et Une histoire vraie, Jim Jarmusch pour Ghost Dog : La Voie du samouraï, Sofia Coppola pour Virgin Suicides.
En avril 2000, Canal+ annonce la fondation de Studiocanal, regroupant toutes les activités de production et de distribution du groupe. La société Canal+ Image (anciennement UGC Droits Audiovisuels) absorbe Le Studio Canal+, l'unité documentaire DocStar, les groupes audiovisuels Ellipse/Expand et Ellipse Licence (produits dérivés) ainsi que les filiales La Bande Son (dédiée à l'édition musicale) et Canal+ Vidéo (pour l'édition vidéo).
Studiocanal est introduit sur la Bourse de Paris le 5 mai 2000. Il en est retiré dès juillet 2001 par l’intermédiaire d'une OPA de Vivendi-Universal, maison mère du groupe Canal+.

### Studiocanal aujourd'hui
Studiocanal est devenu un acteur européen majeur en opérant directement dans différents territoires comme la France, le Royaume-Uni (rachat d'Optimum Releasing en 2006) ou l'Allemagne (rachat de Kinowelt en 2008). Depuis le rachat de Hoyts Distribution en 2010, Studiocanal intervient désormais aussi en Australie et en Nouvelle-Zélande.
En avril 2016, Studiocanal investit dans la production de séries télévisées en prenant une participation dans la société espagnole Bambu Producciones et de 20 % dans les sociétés britanniques Urban Myth (Merlin, Misfits) et Sunny March TV (créée par Benedict Cumberbatch) ; le groupe avait déjà racheté en 2013 le studio britannique Red et l'allemand Tandem, et créé en Scandinavie la société SAM. Un partenariat a été également signé début mars avec la société Final Twist d'Harlan Coben.

### Identité visuelle (logo)

Logo de Canal+ Image de 1999 à 2000.
Logo de Studiocanal de 2000 à juillet 2012.
Logo de Studiocanal depuis juillet 2012.

## Activités France

### Production
Studiocanal intervient en tant que coproducteur d’une vingtaine de films par an, dont la moitié en anglais. Outre son rôle financier, il accompagne les producteurs tout au long du processus de production et de création, et intervient fréquemment dès l’écriture sur différentes orientations artistiques avec le producteur délégué.
Une aide technique pour la structuration des plans de financement ou la recherche de partenaires peut également être apportée.
Dans certains cas, Studiocanal participe au développement d'un projet en finançant les travaux préliminaires d'écriture et de faisabilité, et dispose, une fois le développement achevé, d’une priorité pour la coproduction du projet en question.
Le studio a notamment coproduit le film The Tourist réalisé par Florian Henckel von Donnersmarck, générant plus de 278 millions de dollars au box-office dans le monde entier.

### Exploitation de vidéos
La partie vidéo de Studiocanal en France a deux activités principales : l’édition de DVD et Blu-ray (production, fabrication, marketing), et la commercialisation et la distribution de ces DVD et Blu-ray via Universal Pictures Vidéo.
En plus de l'ensemble des films Studiocanal sortis en salles et les titres du catalogue. Studiocanal assure également les sorties de nombreux programmes « Hors-films » en vidéo tels que des programmes courts et spectacles d’humour, les créations originales de CANAL+ et divers séries issues des chaînes du groupe, soit plus d’une centaine de nouveautés chaque année.

### Distribution en salle
Les équipes de la distribution salle suivent toutes les étapes de la vie du film, de la fin du tournage à sa mise à l’écran. Chaque année en France une quinzaine de longs métrages sont distribués en salles par Studiocanal, issus de la production française, mais aussi, au cas par cas, des branches anglaises et allemandes du groupe.

### Exploitation numérique
Studiocanal a ouvert son catalogue aux opérateurs et sites en VàD et EST dès 2005, avec la volonté de rendre accessible à un public aussi large que possible toutes ses œuvres, aussi bien des classiques que des films récents ou des séries télévisées. Il a également proposé des longs métrages sur mobile (Prête-moi ta main, Disco, etc.), ouvert son catalogue à la VOD par abonnement, et commercialisé une œuvre d'animation en VOD 3D, Le Voyage extraordinaire de Samy.

## Catalogue
Studiocanal, en partenariat avec Gallimard, édite une collection de DVD de 38 films (la plupart français et en noir et blanc) dont le scénario est tiré des romans édités dans la collection Série noire. Ils sont présentés sous une jaquette qui reprend le design des romans (fond noir, titre jaune).
Principaux films du catalogue ayant été primés ou ayant connu un succès en salle :
- La Bataille d'Alger (1966),
- Voyage au bout de l'enfer (1978),
- JFK (1991),
- Basic Instinct (1992),
- Terminator 2 (1991),
- Stargate, la porte des étoiles (1994),
- Billy Elliot (1999),
- Le Pacte des loups (2000),
- La Chambre du fils,
- Mulholland Drive,
- Intimité (2001),
- Le Pianiste (2002),
- Shaun of the Dead (2003),
- Podium (2004),
- Les Rivières pourpres 2,
- Mariages!,
- Fahrenheit 9/11,
- Narco,
- Vera Drake,
- Million Dollar Baby (2005),
- Indigènes,
- Prête-moi ta main,
- Fauteuils d'orchestre,
- Jean-Philippe (2006),
- My Blueberry Nights,
- Je vais bien, ne t'en fais pas (2007),
- Hot Fuzz,
- Disco,
- Paris,
- Le Premier Jour du reste de ta vie,
- Deux jours à tuer,
- Parlez-moi de la pluie,
- Burn After Reading (2008),
- Jeux de pouvoir,
- Le code a changé,
- Coco,
- Good Morning England (2009),
- Green Zone (2010),
- La Taupe,
- The Tourist (2010),
- Sans identité,
- Les Contes de la nuit (2011),
- Happiness Therapy (2013),
- Boule et Bill (2013),
- Robocop (2014),
- Non-Stop (2014),
- Barbecue (2014),
- The Two Faces of January (2014),
- Lou ! Journal infime (2014),
- Elle l'adore (2014),
- Serena (2014),
- Paddington (2014),
- The Imitation Game (2015),
- The Gunman (2015),
- Shaun le mouton (2015),
- Une famille à louer (2015),
- The Program (2015),
- Macbeth (2015),
- Mon roi (2015),
- Avril et le Monde truqué (2015),
- Legend (2016),
- Le Grand Bain (2018),
- The 45 Rules of Divorce (2021-2022),
- Cat Person de (2023),
- Mirage (2025).

## Studiocanal TV au Canada
Au Canada, Studiocanal TV est une chaîne de télévision axée sur le cinéma français sans pauses publicitaires et provenant du catalogue de Studiocanal. Elle est autorisée par le CRTC en tant que chaîne non-canadienne depuis 2018, éditée par Thema Canada et disponible chez la plupart des distributeurs québécois dont Illico télé numérique (652) et Hélix (59) de Vidéotron, Bell Fibe TV (1158) et Cogeco.